# Polycentropus clinei
Polycentropus clinei là một loài Trichoptera trong họ Polycentropodidae. Chúng phân bố ở miền Tân bắc.